# Voo West Caribbean Airways 708
O voo 708 da West Caribbean Airways foi um voo fretado da West Caribbean Airways que caiu no noroeste da Venezuela na madrugada de terça-feira, 16 de agosto de 2005, matando todos os 160 passageiros e tripulantes a bordo. O avião, um McDonnell Douglas MD-82, registro HK-4374X, estava a caminho do Aeroporto Internacional de Tocumen (PTY) na Cidade do Panamá, Panamá, para o Aeroporto Internacional Martinique Aimé Césaire (FDF) em Fort-de-France, Martinica, França. Enquanto voava a 33.000 pés (10.000 m), a velocidade da aeronave diminuiu gradualmente até entrar em um estol aerodinâmico. A tripulação, provavelmente com a crença equivocada de que a aeronave havia sofrido uma falha de dois motores, não tomou as medidas necessárias para se recuperar do estol. A confusão e a falta de ação resultaram no acidente.:123-124
Todos os passageiros eram cidadãos franceses da Martinica, com exceção de um italiano, atuando como operador turístico. A tripulação era colombiana. O voo foi fretado pela agência de viagens Globe Trotters de Rivière Salée na Martinica. A maioria dos passageiros eram turistas que voltavam de uma semana de férias no Panamá. 
O número de 160 pessoas mortas fez do acidente o mais letal de 2005. É também o pior desastre aéreo da Venezuela e o mais mortífero envolvendo um McDonnell Douglas MD-82.

## Antecedentes
A West Caribbean Airways, com sede em Medellín, foi fundada em 1998 e no ano seguinte começou a operar voos comerciais e charter. Especializou-se em voos de baixo custo para San Andrés, no Caribe; partes da Colômbia e América Central. Alguns meses antes do acidente, a companhia aérea havia sido multada em US$ 46.000 por falta de treinamento de pilotos e falha em registrar os dados de voo necessários. A companhia aérea havia sofrido um acidente fatal anterior em março de 2005.

## Aeronave e tripulação
A aeronave envolvida no acidente foi construída em abril de 1986 pela McDonnell Douglas e foi entregue à Continental Airlines em 4 de novembro do mesmo ano como N72824 e voou pela primeira vez em 10 de dezembro do mesmo ano:21, que a operou até cerca de 2001. Neste ponto, a fuselagem foi armazenada no deserto da Califórnia por quatro anos e, eventualmente, comprada pela MK Aviation, uma empresa sediada nos Estados Unidos. 
Em 10 de janeiro de 2005, a aeronave foi transferida para a West Caribbean Airways e registrada como HK-4374X, arrendada à WCA pela MK Aviation. O cone de cauda do jato caiu no início de julho de 2005 e foi substituído.
O capitão do voo 708 era Omar Ospina, de 40 anos, e o primeiro oficial era David Muñoz, de 21 anos. O comandante tinha 5.942 horas de voo (incluindo 1.128 horas no MD-82), e o primeiro oficial 1.341 horas, sendo 862 delas no MD-82.:11-13, 72

## Acidente
O voo 708 decolou com duas horas de atraso do Aeroporto Internacional de Tocumen às 00:58 hora local (05:58 UTC):2 e estava com a lotação máxima de 152 passageiros e 8 membros da tripulação. Ele subiu inicialmente para o nível de voo (FL) 310 e, posteriormente, para o FL 330. A aeronave atingiu o FL 330 (nominalmente 33.000 pés ou 10.000 metros) às 01:44. Cinco minutos depois, a tripulação ligou novamente os sistemas anti-gelo da aeronave (tendo-os desligado durante a parte final da subida).:2-4 O sistema usa ar quente dos motores, e isso reduz o empuxo que eles podem produzir. Com o sistema anti-gelo ligado, a altitude mais alta na qual a aeronave poderia manter o voo nivelado foi reduzida para 31.900 pés (9.700 m). A aeronave estava voando muito alto para seu peso e as condições de gelo que enfrentava.

O capitão notou a redução na potência do motor, mas não percebeu a origem do problema, então iniciou uma descida rápida por precaução. Naquela época, a velocidade no ar já estava próxima da velocidade de estol, e o piloto automático já havia compensado com uma atitude de nariz para cima (ângulo de ataque ou AOA) de 5,8° em um esforço para manter uma altitude constante. 

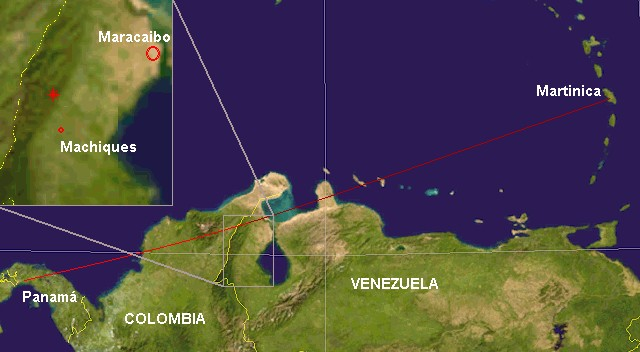
Mapa da rota do avião e o local de queda

A West Caribbean, como todos os proprietários do MD-82, havia recebido um boletim de operação do fabricante dos aviões três anos antes, alertando que o piloto automático poderia tentar compensar a velocidade inadequada, mesmo permitindo que a velocidade continuasse caindo para uma situação de estol, sem enviar um aviso ou desconectar; o boletim aconselhava os pilotos a simplesmente monitorar a velocidade do ar durante o voo nivelado com piloto automático, mas o Caribe Ocidental não havia compartilhado este boletim com seus pilotos. Já se aproximando de uma condição de estol, o avião foi atingido por uma turbulência repentina, reduzindo o fluxo de ar nas entradas dos motores, o que reduziu ainda mais o empuxo. O fluxo de ar sobre a asa da aeronave parou. Embora o gravador de voz da cabine tenha captado o primeiro oficial diagnosticando corretamente a situação como um estol e tentando comunicar isso duas vezes ao capitão, o capitão provavelmente ficou confuso com o comportamento incomum dos motores, devido ao sistema anti-gelo e provavelmente ao interrupção do fluxo de ar causada pela turbulência. 
O capitão pensou que estava lutando com uma falha de motor, que ele disse ao primeiro oficial para comunicar ao controlador de tráfego aéreo de Maiquetia, e não reconheceu a situação; ele então administrou mal o estol aumentando a atitude do nariz para cima para um ângulo de 10,6°, o que agravou a queda no fluxo de ar para os motores e aumentou ainda mais o estol. Em menos de três minutos, a aeronave mergulhou de mais de 33.000 pés (10.000 m), atingindo uma taxa máxima de descida de mais de 300 pés/s (90 m/s), caindo de barriga e explodindo às 07:01 (UTC).:9  O local do acidente foi em um campo em uma fazenda de gado perto de Machiques, no oeste do estado de Zulia, Venezuela (a cerca de 30 quilômetros [19 milhas, 16 milhas náuticas] da fronteira colombiana). Todas as pessoas que estavam a bordo do jato morreram, sendo o maior desastre aéreo ocorrido na Venezuela, desbancando o acidente do voo VIASA 742.

## Linha do tempo
Todos os horários são UTC. (Para a hora local no Panamá e na Colômbia, subtraia 5 horas; para a Venezuela, subtraia 4:30 horas; para Martinica, subtraia 4. e para Brasília subtraia 3 horas) 
- 06:00 O voo 708 parte do Panamá com destino à Martinica.
- 06:51 Tripulação relata problema em um motor.
- 06:58 A tripulação solicita e recebe permissão para descer de 31.000 a 14.000 pés (9.400 a 4.300 m).
- 06:59 Tripulação envia pedido de socorro: ambos os motores com defeito, aeronave incontrolável.[25]
- 07:00 Avião cai perto de Machiques, Venezuela.

## Investigação
A Junta de Investigação de Acidentes Aéreos (JIAAC, espanhol: Junta Investigadora de Accidentes de Aviación Civil) da Venezuela liderou a investigação das causas do acidente. O Escritório de Investigações e Análises para a Segurança da Aviação Civil da França (BEA, francês: Bureau d'Enquêtes et d'Analyses pour la Sécurité de l'Aviation Civile) foi atribuído a principal responsabilidade pela análise investigativa do gravador de dados de voo e do gravador de voz da cabine (CVR), com o Conselho Nacional de Segurança e Transporte dos Estados Unidos (CNST; inglês: NTSB - National Transportation Safety Board) também participou da recuperação do FDR. Em 22 de novembro de 2005, a JIAAC divulgou um relatório inicial (significativamente alterado no momento do relatório final) sugerindo que um acúmulo de gelo dentro da sonda PT2 de cada motor foi parcialmente responsável pelo acidente. A análise do CVR mostrou que a tripulação discutiu as condições meteorológicas, incluindo gelo, e continuamente solicitou e realizou descidas, que é a resposta usual a uma situação de baixa potência ou baixa velocidade.
A análise dos detritos mostrou que ambos os motores estavam girando em velocidade normal no momento do impacto, o que permitiu aos investigadores concluir que os motores não haviam sido danificados anteriormente e estavam funcionando no momento do impacto. As cicatrizes no solo mostraram que a aeronave impactou em uma atitude de nariz alto.
A CIAA, que até então havia sido renomeada para o Conselho de Investigação de Acidentes de Aviação Civil (JIAAC, espanhol: Junta Investigadora de Accidentes de Aviación Civil), divulgou seu relatório final sobre o acidente e descobriu que as prováveis causas subjacentes do acidente tiveram como resultado o erro do piloto. Ressaltando a descoberta da listagem do erro do piloto como causa, o JIAAC observou a falta de consciência situacional e gerenciamento de recursos da tripulação (CRM), o que teria permitido que a tripulação respondesse adequadamente ao estol e à gravidade da emergência. O relatório enfatizou que a tripulação não conseguiu operar a aeronave dentro de seus parâmetros normais. Isso resultou na falha da tripulação em se recuperar do estol devido à má tomada de decisão e à má comunicação entre os pilotos. Além disso, a West Caribbean Airways foi criticada: a West Caribbean não forneceu aos seus pilotos o boletim de operação da McDonnell Douglas, abordando especificamente a questão do piloto automático; falhou em enfatizar o CRM no treinamento piloto contínuo; criou estresse para seus pilotos por não fornecer contracheques regulares por um período de quase seis meses que antecederam o acidente; e criou ainda mais estresse para a tripulação do acidente quando o avião atrasou e quase recusou a decolagem em sua parada anterior devido ao não pagamento do serviço de alimentação e alimentação do Caribe Ocidental.

## Consequência
Como resultado do acidente, a West Caribbean Airways foi suspensa pelo CAEAC apenas um dia após o acidente. A companhia aérea posteriormente faliu em outubro de 2005. 

## Na cultura popular

### Documentários
O canal Discovery Channel Canadá / National Geographic, através da série de TV Mayday (também chamada de Air Crash Investigation, Air Emergency, e Air Disaster (Smithsonian Canal) fez a reconstituição do acidente e a investigação no episódio 2 da 11ª temporada intitulado "The Plane That Flew Too High" ("Tempo Fechado" no Brasil / "O avião que voou muito alto" em Portugal). O título do episódio faz referência ao fato de que a altitude de cruzeiro de 33.000 pés (10.000 m) era muito alta para o peso da aeronave nas condições climáticas que enfrentava. 
Um dos episódios intitulado "West Caribbean 708" da série de documentários Catástrofes Aéreas: América Latina do canal Discovery Channel em parceria com a Ancine também fez a reconstituição do desastre aéreo e a investigação feita pela JIAAC da Venezuela.
Em 2010, o documentário Panamá-Fort-de-France : autopsie d'un crash, [Panamá-Fort-de-France: autópsia de um acidente] (em francês) de Stéphane Gabet e Luc David, também traça o evento como a investigação. Um curta-metragem, Crossing Away, produzido para o 10º aniversário do acidente de avião Martinica-Panamá, não foi lançado até 2017. 

### Música
"On n'oublie pas" [Don't Forget], (homenagem às 152 vítimas da Martinica), 2014, escrita por Serge Bilé, foi cantada por vários artistas e personalidades, incluindo Jocelyne Beroard, Alpha Blondy, Harry Roselmack e Almirante T, para recordar este acontecimento e ajudar a AVCA, a associação das vítimas do desastre aéreo, a angariar fundos.